# Conde de Mora (1613)

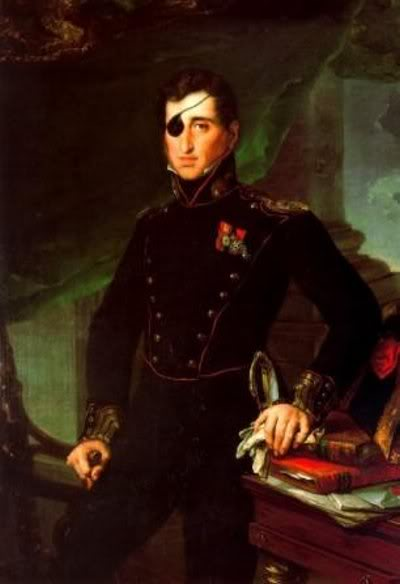
Cipriano de Palafox Portocarrero, 10e conde de Mora.

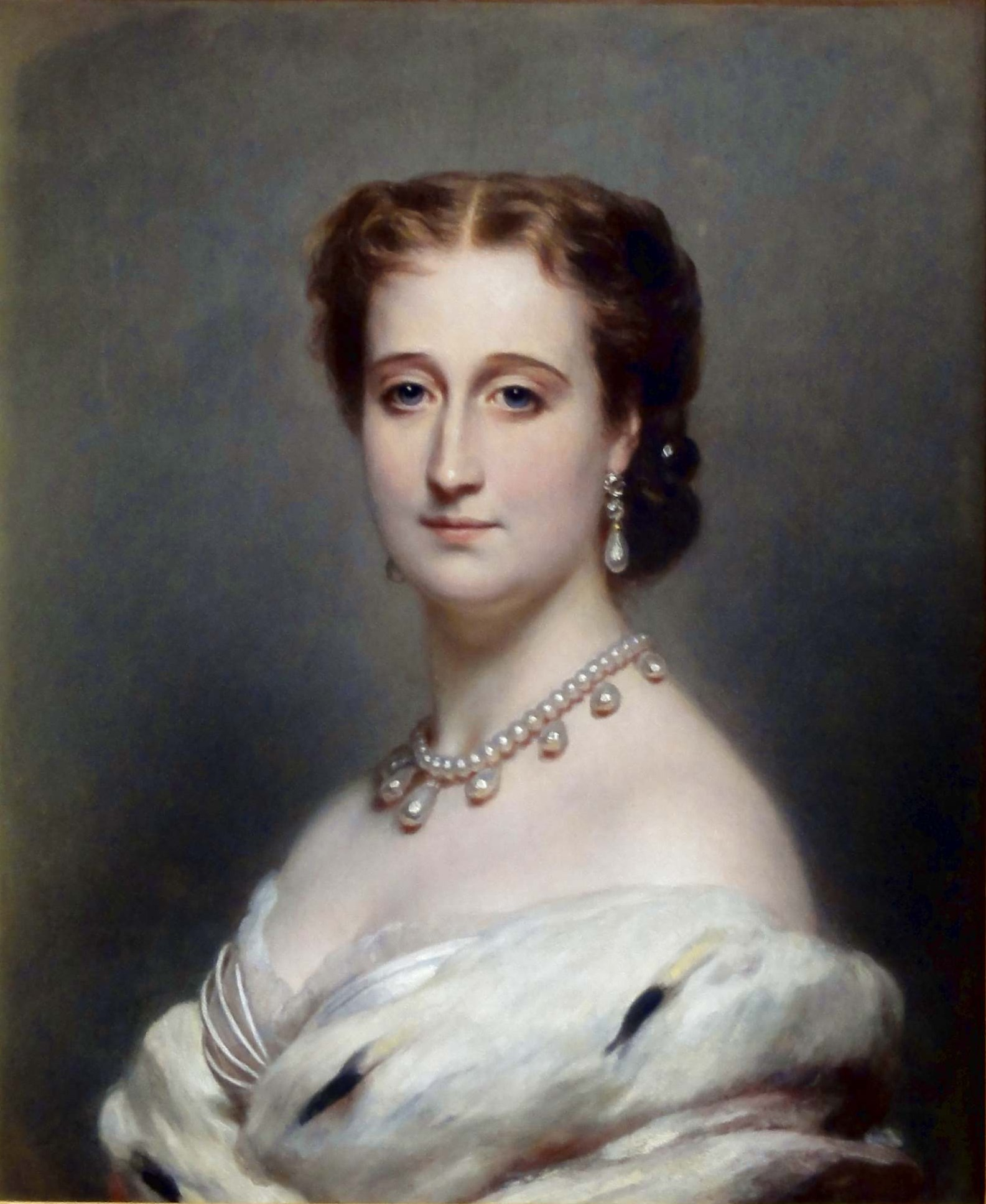
Eugenia de Guzmán Portocarrero, 11e condesa de Mora, keizerin van Frankrijk.

Conde de Mora (Nederlands: graaf van Mora) is een sedert 1613 bestaande Spaanse adellijke titel.

## Geschiedenis
De familie waaraan deze titel werd toegekend wordt vermeld sinds de 10e eeuw. Op 6 februari 1613 werd de titel van graaf van Mora toegekend aan Francisco de Rojas y Guevara, heer van Mora enz. door Filips III. De titel ging vervolgens over naar leden van het geslacht Portocarrer en vervolgens, via de keizerin van Frankrijk, naar het geslacht Mesía. Sinds 10 februari 1765 is aan de titel ook die van grandeza verbonden. Sinds 23 september 2011 is Luis Álvaro Mesía Figueroa y Medina de 15e titeldrager.